# Ariel Rebel
Ariel Rebel (Montreal, 23 de septiembre de 1985) es una modelo de glamour, actriz pornográfica, diseñadora web y bloguera gastronómica franco-canadiense. Ganadora de un Premio AVN y tres Premios XBIZ.

## Biografía
Nació en la ciudad de Montreal, Canadá, el 23 de septiembre de 1985. Estudió diseño de moda, pero la abandonó para seguir su carrera como modelo erótica. En el año 2005 comienza a modelar a través de su página web, ArielRebel.com. En el 2008, puso en marcha una serie de 3 números de cómics hentai titulado The Adventures of Ariel Rebel. Ha participado en páginas web y revistas como Met Art, AVN magazine, Penthouse magazine, entre otras. Suele modelar y realizar vídeos eróticos de Softporn teen, en solitario o con otras mujeres.

### Gastronomía
Según ella misma indica, es una apasionada por la gastronomía. En el año 2012, crea el blog culinario zestyandspicy.com, en funcionamiento hasta el día de hoy. El blog incluye recetas, dietas y críticas gastronómicas a diferentes restaurantes. Además, regularmente participa en otras páginas culinarias.

## Filmografía
2017:
- Luxure:The Perfect Wife.
- Lustful Widow.
- Curvaceous.

2016:
- Pornochic 27:Superstars.

2015:
- Pour Toi Mon Amour 4.

2013:
- Russian Institute: Holidays at my Parents (película de vídeo).[13]
- Soubrettes Services: Lola, au Plaisir de Monsieur (película de vídeo).
- Pornochic 24: Ariel & Lola (película de vídeo).

2012:
- Pat le Chef (serie de TV).

2011: 
- The Mask of James Henry (corto).[14]

## Premios y nominaciones de la industria erótica
| Año  | Premio        | Categoría                                                  | Resultado |
| ---- | ------------- | ---------------------------------------------------------- | --------- |
| 2017 | Premios AVN   | Mejor Sitio Web de Chica del Año.                          | Nominada  |
| 2017 | Premios XBIZ  | Estrella Web del Año.                                      | Nominada  |
| 2016 | Premios AVN   | Mejor Sitio Web de Chica del Año.                          | Nominada  |
| 2016 | Premios XBIZ  | Estrella Web del Año.                                      | Nominada  |
| 2015 | Premios AVN   | Mejor Escena de Sexo en una Producción de Trío Extranjero. | Nominada  |
| 2015 | Premios XBIZ  | Mejor Escena - Todas Chicas, con Cayenne Klein.            | Nominada  |
| 2015 | Premios XBIZ  | Estrella Web del Año.                                      | Ganadora  |
| 2014 | Premios XBIZ  | Mejor Escena- Todas Chicas, con Anissa Kate.               | Ganadora  |
| 2014 | Premios XBIZ  | Estrella Web del Año.                                      | Nominada  |
| 2012 | Premios AVN   | Mejor Sitio Web de Chica del Año.                          | Ganadora  |
| 2012 | Miss FreeOnes | Mejor Modelo Adulta.                                       | Ganadora  |
| 2011 | Premios XBIZ  | Nena Web del Año.                                          | Nominada  |
| 2011 | Premios YNOT  | Mejor Sitio Web de Chica.                                  | Nominada  |
| 2010 | Premios XBIZ  | Nena Web del Año (Opción de la Gente).                     | Ganadora  |
| 2009 | Premios AVN   | Estrella Web Joven del Año.                                | Nominada  |
| 2008 | Premios XBIZ  | Nena Web.                                                  | Nominada  |
| 2008 | Premios XBIZ  | Estrella Joven del Año.                                    | Nominada  |
| 2007 | Premios BAA   | Mejor Sitio de Chica.                                      | Ganadora. |